# Route régionale 47 (Tunisie)
Pour les articles homonymes, voir Route 47.
La route régionale 47 ou RR47 est un axe routier secondaire de Tunisie qui relie  la route nationale 4 à la route nationale 18.